# 1902年阿图什地震
1902年阿图什地震或阿图什大震（或称为喀什噶尔地震）是指于1902年8月22日11时发生在大清新疆阿图什阿湖一带的托盖山南侧喀拉翁库尔附近的强烈地震。根据《中国大地震研究》记载，此次地震的震级达MS 8¼级，最大烈度达到10（X）度。此次地震波及新疆多地及中亚部分地区，有感范围北至阿拉木图、伊宁，东至乌鲁木齐、库尔勒，南至塔什库尔干、和田，西至塔什干。阿图什地震至少造成1万余人死伤，超过3万间房屋倒塌。

## 发震背景

### 地质构造
阿图什地区位于塔里木盆地西南的喀什坳陷北缘，属于塔里木构造块体的西北角，受到印度板块从南向北的俯冲影响，发育成北东东向和近东西向的活动构造。在阿图什地区存在着多条断裂，例如位于天山和塔里木盆地分界处的迈单断裂、托特拱拜孜断裂、阿图什逆断裂—褶皱带等。根据计算，该地区潜在震源震级上限可达8.5级。1902年阿图什地震的震源处于塔里木块体和南天山构造带对冲的部位。自晚新生代以来，在区域构造应力场的作用下，壳幔边界的陡变带开始积攒大量的应力，当其超过断裂带岩石强度的时候，断裂带在陡变带开始快速错动，从而引发地震。根据野外调查的结果，该次地震的发震构造为塔什普什塔-喀拉塔格断裂带，破裂总长度超过100千米，主要为南倾逆断层，西侧边界主要为左旋走滑断层。阿图什地震极震区中心地带位于塔什普什塔-喀拉塔格断裂带上，发震构造以高倾角逆冲运动为主，不过也包括东段的缓倾角逆掩运动。阿图什地震的震源深度较大，所以震中的震害情况以重力地质作用现象为主，如大规模的崩塌、滑坡、地裂缝等。除此之外，在震区滑脱面以上的薄皮构造发生了同震破裂和褶皱变形，而滑脱层可能是在塔什普什塔背斜东段的地震断层出露的石膏层构成的。

### 震前活动与征兆
阿图什地震发生前，震中周边地区地震活动增强，水平较高，并在震中周围形成长轴约650千米的6级地震背景空区。在阿图什地震前10年当地就有地震记录，如1892年6月发生在阿图什地震震中东南的6.3级地震。从1896年到1898年间，阿图什震区年年发生破坏性地震，从1895年塔什库尔干7.5级地震开始，大于6级的地震的震中开始由南向北迁移，逐步向阿图什地震震源区逼近。阿图什地震发生前四年，当地乃至全疆的地震活动都相对处于平静的状态，全疆境内没有6级及以上地震发生。在阿图什地震发生前10到20天，在乌帕尔发生有估计为3.1级左右的轻微小震。
根据记载，在阿图什地震发生前，当地层出现了动物、地声、地光、气候等方面的疑似前兆。在震前2小时，在极震区附近的阿湖的牛、马、鸡、犬、猫等家禽家畜出现了嘶叫的现象。而在地震烈度VIII到IX度的地区，出现了鸡飞、狗跳、牛跑的现象。特别是在所有动物行为中，鸡和犬的反常行为较为明显。地声在烈度VII到X度区范围内几乎都能听到。其中，阿克陶的乌依塔尔以及巴楚地区的地声较为明显，地声如同放炮或雷鸣，也和飞机发出的轰隆声类似。地声的方向各地不一，疏勒县听到的地声来自北面，上阿图什听到的地声来自西边。极震区及周围至少在阿图什、伽师县、疏附县三地观察到地光。其中，伽师所观察到的地光是如同闪电般地火光，疏附观察到的地光则是像流星一样的火球。即将发生地震时，在极震区及IX度区的天气现象普遍为刮风、降雨和冰雹。

## 参数测定

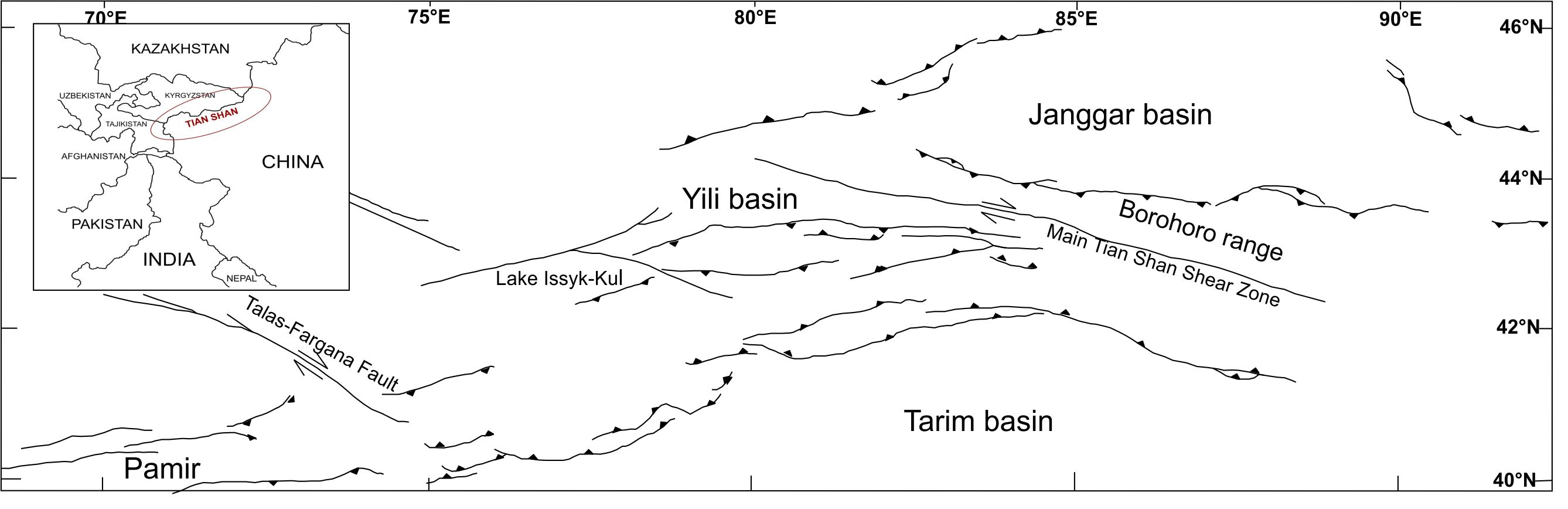
天山山脈附近的主要斷層構造。 地震使山脈底部或塔里木盆地北部的逆衝斷層破裂。

关于1902年阿图什地震的震级，不同机构给出了不同的数值。其中，各个机构算出的面波震级范围为7.7级至8.6级。地震发生时，除俄国伊尔库茨克地震台将此次地震的震级记录为7.9级外，包括加拿大多伦多、新西兰基督城、西班牙圣费迪南多等地的地震台均测得此次地震的震级为8.2级以上。其中，震级最高的是南非开普敦地震台记录的8.65级。不过，由于当时世界地震台较少，且使用的地震仪存在误差，使得所定震级普遍偏大。宾诺·古登堡认为此次地震的体波震级（统一震级）为7.9级，而查尔斯·弗朗西斯·里克特将此次地震的震级修正至8.6级。此外，《中国地震目录》及《中国大地震研究》记载的此次地震的震级为8¼级。2017年，学者再次对阿图什地震震级进行计算，结果为MS 7.8±0.4级，MW 7.7±0.3级。

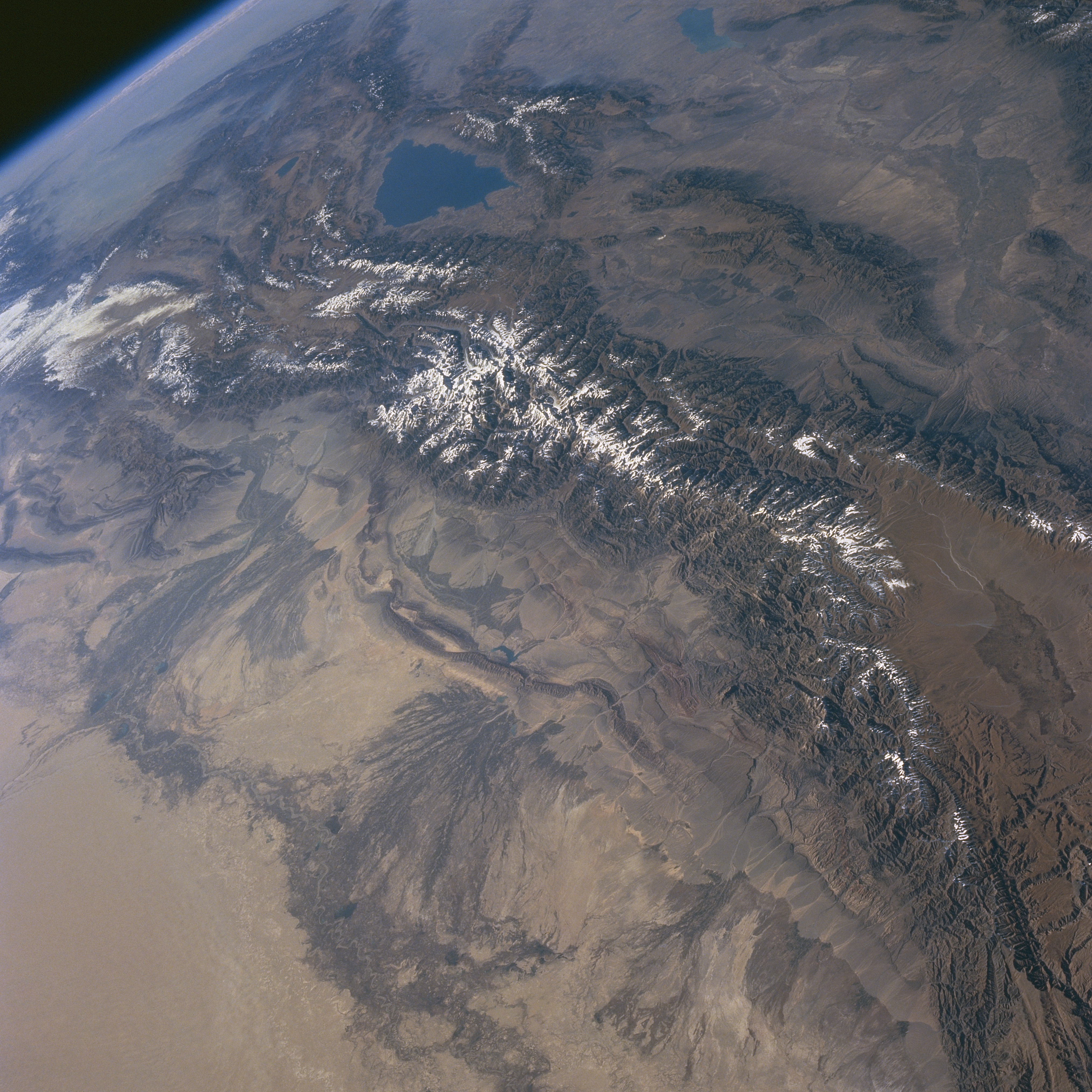
1997年10月從太空拍攝的天山山脈，北端是吉尔吉斯斯坦的伊塞克湖。

阿图什地震发生于1902年8月22日早11时，宏观震中处北纬39°87′，东经76°42′，即位于现在的中华人民共和国新疆维吾尔自治区克孜勒苏柯尔克孜自治州阿图什市阿湖乡托盖山南侧喀拉翁库尔附近。在《中国大地震研究》中记载此次地震的平均震源深度为55千米，深度范围从27千米到60千米。然而，Kulikova G.等人在2017年的论文中认为该次地震的震源深度应为约18千米。西从现在的乌兹别克斯坦首都塔什干市南部，北到现在的哈萨克斯坦阿拉木图至中国新疆伊宁以北，东到乌鲁木齐、库尔勒，南到塔什库尔干、和田以南均有强烈震感，有感面积达92.7万平方千米。X度区，即极震区包括阿湖、阿图什、松他克、哈拉峻等地，呈北东向椭圆形，面积7500平方千米。IX度区西为乌恰县，沿着阔克萨勒岭南麓向东延伸，至阿合奇哈拉奇，南侧到喀什噶尔、疏附、疏勒和伽师，面积18200平方千米。VIII度区北侧的西界为康苏、托云，向东延伸至乌什，南侧从阿克陶开始，经英吉沙、岳普湖、巴楚至柯坪。
阿图什地震余震持续时间较长，衰减趋势也明显。主震发生后至1926年，有记载的面波震级大于4.7级的余震有16次，其中8次发生在震后1个月以内。有记载的最早发生的余震是在当天23时左右发生的6.1级地震。而规模最大的余震则发生于主震后第9天，震级达到7.3级，震中位于主震震中东侧约70千米左右。截至当年12月19日，当地共发生8次5.7到6.4级余震，其中6次余震震级超过6.0级。从1905年开始，早期余震活动基本停止，此后数年震源区一带没有余震的记载。阿图什地震余震自1905年开始减弱的原因被认为是因天山山脉发生了一系列规模较大的地震，如1906年3月2日在库车发生7.5级地震，12月23日在玛纳斯发生的7.7级地震，1911年1月3日在俄国突厥斯坦总督区发生的科宾地震。不过也有这段时间内地震被漏记的可能性。此后，1916年2月在阿图什地震震源区又发生5.8级地震，1919年发生过一次6.5级晚期强余震，1920年发生两次5级及以上地震，1926年发生过5级地震。

## 震害情况
阿图什地震至少造成死伤1万余人，超过3万间房屋倒塌，损失包括羊、牛、骆驼、驴在内的牲畜600余只。位于极震区的阿湖除一栋位于山边基岩上的房屋外，几乎所有的土搁梁房倒塌。乡内超过300人死亡，约占乡人口的20%。震中托盖山喀拉翁库尔出现规模较大的塌方，塌方体积超过20万立方米，周围的沟谷、河谷坍塌严重，河道被堵塞，形成多处瀑布，也有新泉出现。地震导致当地地面出现裂缝，有的裂缝宽10米，深3到4米，长大概100米。在松他克，绝大多数土房倒塌，死亡人数50余人，占当地人口的一半，有的村子震后埋葬尸体花费4天。阿图什山错动，并有严重的塌方发生。地震后当地出现了数涌新泉，有的至少在80年代依然存在。当地地面出现不计其数的裂缝，其中有的裂缝深不见底。在如今的上阿图什镇，90%的土房倒塌，新疆第一座清真寺阿图什大清真寺倒塌，苏里唐·萨图克·博格拉汗麻扎的很多琉璃瓦被震落，当地的城门楼坍塌，30%-50%的城墙倒塌。死亡人数5000到6000人。地震灾上阿图什镇造成宽7到8米的地震破裂带，最短的地震裂缝长也有3到4公里。地震造成当地两座山头合并，并造成山体开裂、崩塌。在哈拉峻，20间土屋倒塌，数人死亡。在阿图什，500间简易土木结构房屋倒塌，数人死亡。在IX度区，巴音库鲁提镇有数间土房倒塌，超过30人死亡。在喀什市，90%的土房倒塌，艾提尕尔清真寺门楼东侧柱塔、凉亭、墙壁倒塌，西侧的顶部损坏，一些木柱断裂。在喀什市有500余人死亡。在VIII度区，乌帕尔的20%的房屋倒塌，死亡40人。

## 救援及报道
地震发生后，清政府采取了抚恤、免税等救灾措施。在《大清德宗景皇帝实录·卷五百六》中记载了当时的甘肃新疆巡抚饶应祺上奏地震灾情，并命令司道委员详细查勘并分轻重抚恤的情况。在清宫朱批奏折中，也有光绪帝免除当地灾民的赋税的上谕。
关于地震的情况，在清人的记录中也有体现。光绪三十一年（1905年），被谪戍伊犁的裴景福将西行路上的所见所闻记录于《河海昆仑录》中，其中记述了他与从喀什噶尔来的湖南人马某谈论此次地震的内容：“喀什噶尔东八十里地名喀什牙满牙地震甚，忽裂陷，宽四、五尺，长约百里，深不可测，间即涌黑水，俯视阴风刺骨，作硫磺臭。”除了清人的记载，清朝域外的一些学术期刊报道了阿图什地震。例如，1902年11月6日，《自然》期刊报道了此次地震。皇家苏格兰地理学会创办的《苏格兰地理杂志（Scottish Geographical Magazine）》在1903年第19卷的《地理笔记（Geographical notes）》中记载了此次地震。
此外，媒体同样关注到了阿图什地震。例如在1902年11月20日，新西兰马纳瓦图-旺加努伊当地报纸《马纳瓦图标准报（The Manawatū Standard）》在其二版刊登了关于此次地震相关的消息。

## 相关地震
- 中国地震列表
- 中国自然灾害